# László Szabó (feldmaršal)
László Szabó, madžarski feldmaršal, * 1895, † 1956.